# 施介

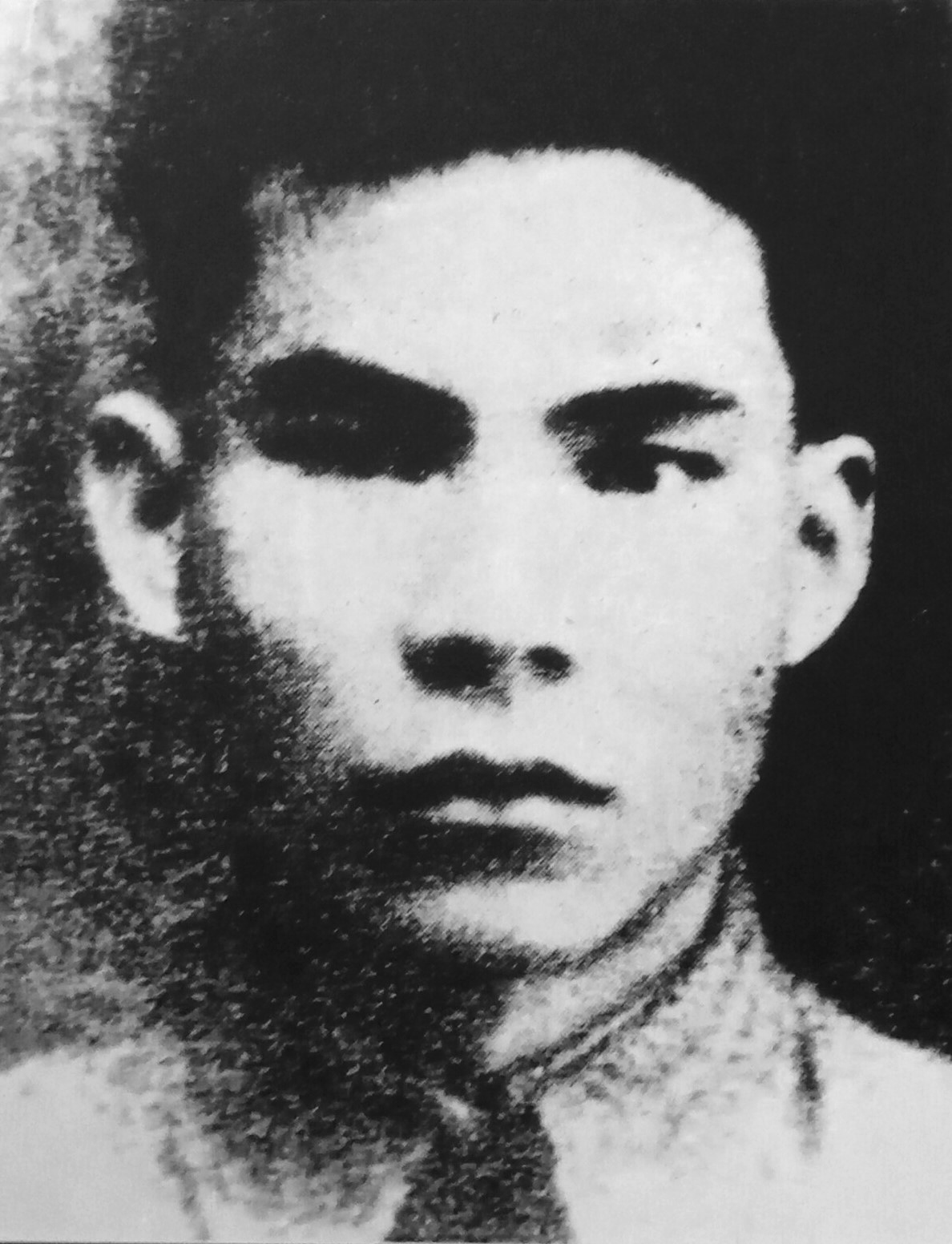
施介

施介（1909年—1947年9月18日），白族，本名施汝显，笔名剑尘，号介庵，云南洱源县凤羽镇凤翔村元士充人。中共政治人物。

## 生平
自幼家境贫寒，6岁时父母早亡，兄弟二人由三婶抚养。
1916年起在乡中读私塾，三年后入风翔小学，1927年考入云南省立第二师范学校（今大理一中）初级部。1928年秘密加入中国共产党。1930年，考入云南省立第一师范学校（今昆明师范学校）高级部。在校期间，他组织洱源旅省同学会，刊印《洱源》会刊，并以笔名“剑尘”撰文，宣传革命思想。1932年冬，因领导学潮被校方开除。之后经贵州到四川、湖南、湖北、上海等地从事革命活动，还曾到北京参加一二·九运动。1936年被派回云南，到阿迷（今开远市）中学，以教员身份作掩护，暗中开展滇南地下党工作。西安事变后，他组织学生上街游行，宣传团结抗日。七七事变后还组织了阿迷中学抗敌后援会，开展抗日募捐活动，并创办《心声》校刊，广泛分发。1937年11月，与刘林元组织领导了滇越铁路全线工人大罢工，并发动沿线商人罢市、学生罢课，声援罢工，最终迫使当局妥协。
1938年，带领王锡令等数名学生赴延安，当年3月入抗日军政大学第四期第五大队学习。施介和刘林元经中央组织部审查，接转了组织关系，施介先后介绍了王锡令、陈开明和朱家璧加入中国共产党。毕业后在中共中央组织部总务处长，1940年，施介调任陕北公学教育处副处长，1941年起任延安大学党总支书记，1942年延安整风运动初期，他担任该校整风运动组织负责人。
1945年10月，受派前往东北，任中共阜新工委（后改称地委）委员兼组织部长。1945年底，阜新地委党政机关撤至阜北根据地；次年2月下旬，撤至通辽，改称通辽中心县委，施介任中心县委组织部长兼通辽县委书记。1947年4月，哲里木盟工委成立，施介任工委组织部长。1947年9月18日，施介积劳成疾，肺病急发并发结核性脑膜炎，虽经医院全力抢救，不幸逝世，享年38岁。安葬于白城烈士陵园。时任中共辽吉省委书记陶铸题写碑文：“我们最好的同志为工作而停止了最后的呼吸”。其墓地位于今白城市烈士陵园。

## 纪念
内蒙古通辽县的施介人民公社（现为施介街道）等19处单位以施介的名字命名。
内蒙古通辽市科尔沁区一些机关、街道、学校、工厂、医院、商店等都以他的名字命名。至今仍有19处之多。
“施介街道施介烈士纪念馆”，以施介烈士生平和革命奋斗历程为主线，陈列着施介烈士生前用过的衣物、书籍以及记录施介烈士事迹的书籍和画册等，摆放着附有施介烈士的相关照片、工作来往信件和施介学习及工作过的学校、住过的宅院的照片展板。
位于洱源县凤羽镇的施介故居现为云南省文物保护单位（凤羽古建筑群子项）。